# San Leonardo (Salerno)
San Leonardo è un quartiere periferico di Salerno, facente parte della Circoscrizione Oriente.

## Geografia
Il quartiere, ubicato nell'estrema periferia est di Salerno, confina ad ovest con il quartiere Mariconda e il rione Parco Arbostella, a nord con le colline di Giovi, ad est con il quartiere di Fuorni e il comune di Pontecagnano Faiano, e a sud è bagnato dalle acque del golfo di Salerno.
In questo quartiere, sviluppatosi dagli anni novanta in poi, si trovano il complesso ospedaliero universitario di San Giovanni di Dio e Ruggi d'Aragona, lo Stadio Arechi (principale impianto sportivo cittadino), il porto Marina d'Arechi, la zona industriale, nonché vari stabilimenti balneari.

## Strade principali
Il quartiere è attraversato da Via San Leonardo (che la collega da una parte fino al centro di Salerno e dall'altra parte ai comuni limitrofi ad est di Salerno, fino a Battipaglia), oltre che dalla strada litoranea più a sud, che la collega fino alle zone costiere del Cilento.

## Trasporti

### Ferrovia
Nel quartiere è presente la Stazione di Arechi, in esercizio dal 4 novembre 2013, costruita appositamente per il servizio ferroviario metropolitano di Salerno, che la collega al centro e ad altri quartieri della città.

### Autobus
- La linea 8, gestita da Busitalia Campania, attraversa il quartiere e lo collega al centro cittadino e ai comuni limitrofi.